# Berthold van Neuchâtel
Berthold van Neuchâtel (circa 1183–1259) was van 1196 tot aan zijn dood graaf van Neuchâtel.

## Levensloop
Berthold was de zoon van graaf Rudolf II van Neuchâtel en diens echtgenote, een gravin wier identiteit onbekend gebleven is. 
Na de dood van zijn vader werd hij in 1196 samen met zijn oom Ulrich III graaf van Neuchâtel. In 1214 schonken ze enkele privileges aan de stad Neuchâtel. In 1218 beslisten Berthold en Ulrich om hun gezamenlijk grondgebied onderling te verdelen, waarbij Berthold de Romaanse gebieden van het graafschap Neuchâtel behield. 
Als graaf van Neuchâtel stichtte hij een Tribunaal van de Drie Staten, samengesteld uit burgers, kanunnikken en edelen en voerde hij ook stadsraden in die bevoegd waren voor politie en justitie. Nadat de stad Neuchâtel in 1249 tijdens een conflict met het prinsbisdom Bazel was afgebrand, stichtte Berthold in 1253 de stad Neureux of Nugerol, een inmiddels niet meer bestaande plaats die zich tussen Le Landeron en La Neuveville bevond.
Hij stierf in 1259.

## Huwelijk en nakomelingen
Berthold huwde met Richenza, dochter van Herman II van Frobourg. Na het huwelijk liet Richenza zich Nicola noemen. Ze kregen volgende kinderen:
- Rudolf III (overleden in 1263), graaf van Neuchâtel
- Herman (overleden na 1239)
- Willem (overleden tussen 1224 en 1228)
- Hendrik (overleden na 1231), baron van Thielle